# Нунес де Оливейра, Жуан Батиста
Жуан Батиста Нунес де Оливейра (порт.-браз. João Batista Nunes de Oliveira; 20 мая 1954, Седру-де-Сан-Жуан, Сержипи) — бразильский футболист, нападающий.

## Карьера
Нунес начал карьеру в молодёжном составе клуба «Флуминенсе» из города Фейра-ди-Сантана в возрасте 11 лет. Когда ему стало 14, он перешёл в школу клуба «Фламенго». Проведя там пять лет, Нунес, будучи 18-летним игроков был признан бесперспективным и был вынужден покинуть клуб. Он возвратился на родину, подписав контракт с «Конфьянсой». Проведя там два сезона, Нунес перешёл в «Санта-Круз» из Ресифи, заплативший за трансфер форварда 300 тысяч крузейро. Его взяли на замену долго игравшего в клубе нападающего Рамона. С этой командой футболист выиграл два чемпионата штата Пернамбуку. Он забил в составе «Санта-Круза» 86 голов. В 1978 году Нунес стал игроком «Флуминенсе», заплатившую за трансфер 12 миллионов крузейро. 7 сентября он дебютировал в составе команды в матче с «Ботафого» (2:3), где забил гол с пенальти. Нунес играл за «Флу» на протяжении года, проведя 58 встреч (34 победы, 13 ничьих и 11 поражений) и забил 40 голов. Последний матч за клуб футболист сыграл 29 сентября 1979 года против клуба «Гойтаказ» (5:0) , в котором забил два гола. Затем один сезон форвард сыграл в мексиканском «Монтеррее». Трансфер игрока обошёлся этому клубу в 25 миллионов крузейро.
В 1980 году Нунес стал игроком «Фламенго» за сумму в 30 миллионов крузейро. Он дебютировал в составе команды 30 марта в матче с «Понте-Претой» (2:2). В том же матче он забил гол. В первом же сезоне Нунес помог клубу выиграть чемпионат страны. При этом в двухматчевом финальном противостоянии с «Атлетико Минейро» он забил два гола во второй игре. Годом позже он выиграл чемпионат штата Рио-де-Жанейро, где вновь забил в решающем двухматчевом противостоянии с «Васко да Гамой». При этом его гол во втором матче принёс победу не только в игре, но и во всём противостоянии. В чемпионате Бразилии «Фламенго» остался лишь шестым. Но сам Нунес стал лучшим бомбардиром турнира с 16 голами. В том же году он помог команде выиграть Кубок Либертадорес. А затем двумя голами принёс победу «Фламенго» над «Ливерпулем» в матче на Межконтинентальный кубок. Годом позже Нунес помог клубу выиграть ещё один титул чемпиона Бразилии. И вновь Нунес своим голом принёс победу команде в решающей игре: в трёх матчах «Фламенго» обыграл «Гремио», а третьей игре единственный в матче гол забил именно он.

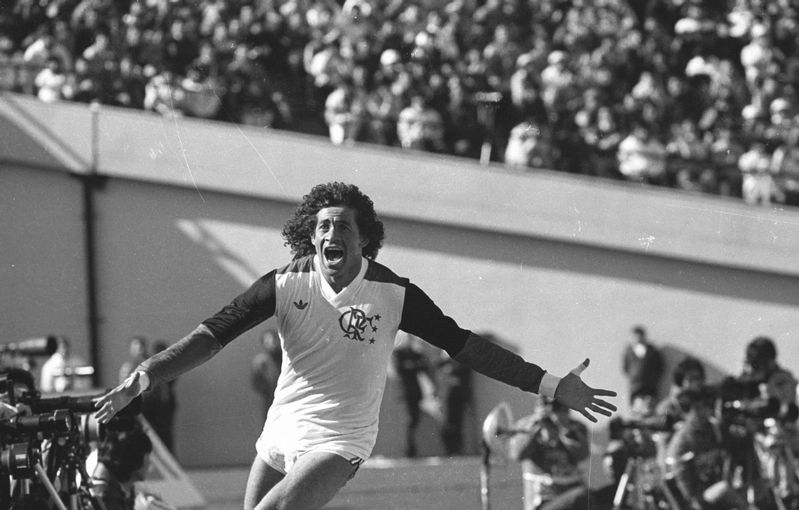
Нунес празднует забитый гол

В 1983 году Нунес перешёл в «Ботафого» на правах аренды. Годом позже он возвратился во «Фламенго», где сыграл 41 матч и забил 14 голов. В 1985 году Нунес стал игроком «Наутико». С этой командой он выиграл чемпионат штата. В том же году Нунес стал игроком «Сантоса». Клуб рассматривал форварда на замену стареющему Сержиньо Шулапе. Нунес дебютировал в составе команды в матче с «Марилией» (2:2). Однако он играл неудачно, проведя лишь 17 матчей в которых забил 5 голов. Годом позже игрок перешёл в «Атлетико Минейро». Он дебютировал в составе команды 8 февраля 1986 года в матче с «Уберландией» (1:0). В первом же сезоне он выиграл с командой чемпионата штата Минас-Жерайс, где стал лучшим бомбардиром с 26 голами, а также Кубок Минас-Жерайс. Последний матч за клуб нападающий сыграл 10 декабря против «Сеары» (0:2). А всего за Минейро Нунес провёл 58 встреч (37 побед, 14 ничьих и 7 поражений) и забил 39 голов.
В 1987 году Нунес перешёл в португальскую «Боавишту», где дебютировал 14 марта в матче со «Спортингом» (1:2). 17 мая он забил первый мяч за клуб, поразив ворота «Варзина» и принеся победу своей команде со счётом 1:0. 31 мая того же года футболист провёл последний матч за клуб, в котором забил три гола в ворота «Маритиму» (5:1). Всего за «Боавишту» форвард сыграл 9 матчей и забил 4 гола. Оттуда игрок в третий раз возвратился во «Фламенго». Он провёл за клуб 17 матчей и забил 4 гола. В 1988 году он перешёл в «Волта-Редонду». В том же году он перешёл в сальвадорский клуб «Тибуронес». Там он играл четыре сезона. Также он сыграл два матче за «Фламенго», в которых забил 2 гола, будучи арендованным. А всего за все годы в команде игрок провёл 214 матчей (123 победы, 60 ничьих и 31 поражение) и забил 98 голов, по другим данным 99 голов. Затем он играл за клуб «Фламенго» из Варжиньи, а завершил карьеру в «Оларии» в 1992 году. По другим данным он завершил карьеру в «Санта-Крузе».
В составе сборной Бразилии Нунес дебютировал 12 марта 1978 года в матче со сборной внутренних клубов штата Рио-де-Жанейро (7:0), где разу забил гол. Первый официальный матч за национальную команду форвард провёл 1 апреля в матче с Францией. А в следующей игре, 5 апреля против действующего чемпиона мира ФРГ Нунес забил единственный в матче гол. Он был кандидатом на поездку на чемпионат мира, но получил травму и в состав не попал: «Я неплохо выступал за сборную, был почти утверждён для поездки в Аргентину, но на тренировке получил травму, и в итоге остался вне игры». Последний матч за сборную страны форвард сыграл 24 июня 1980 года с командой Чили (2:1). А всего за сборную футболист провёл 13 матчей и забил 8 голов. 
После завершения игровой карьеры, Нунес с 1999 года работал тренером в академии «Фламенго». В 2008 году он возглавлял клуб «Америка» из Манауса. C 2009 по 2010 год Нунес являлся заместителем секретаря по спорту в муниципалитете Нова-Игуасу. В 2021 году футболист получил награду «Гордости Рораймы». В марте 2022 года Нунес стал членом Зала Славы «Фламенго». В декабре 2022 года Нунес был ограблен: угрожая оружием, у него забрали автомобиль, золотую цепочку и браслет, документы, включая паспорт, а также футбольные вещи, принадлежащие школе, в которой он работал.

## Международная статистика
| Матчи Нунеса за сборную Бразилии | Матчи Нунеса за сборную Бразилии | Матчи Нунеса за сборную Бразилии | Матчи Нунеса за сборную Бразилии               | Матчи Нунеса за сборную Бразилии | Матчи Нунеса за сборную Бразилии | Матчи Нунеса за сборную Бразилии |
| -------------------------------- | -------------------------------- | -------------------------------- | ---------------------------------------------- | -------------------------------- | -------------------------------- | -------------------------------- |
| №                                | Дата                             | Место проведения                 | Оппонент                                       | Счёт                             | Голы                             | Турнир                           |
| 1                                | 12 марта 1978                    | Нитерой                          | Сборная внутренних клубов штата Рио-де-Жанейро | 7:0                              | 1                                | Товарищеский матч                |
| 2                                | 19 марта 1978                    | Гояния                           | Сборная штата Гояс                             | 3:1                              | −                                | Товарищеский матч                |
| 3                                | 22 марта 1978                    | Куритиба                         | Сборная штата Парана                           | 1:0                              | 1                                | Товарищеский матч                |
| 4                                | 1 апреля 1978                    | Париж                            | Франция                                        | 0:1                              | −                                | Товарищеский матч                |
| 5                                | 5 апреля 1978                    | Гамбург                          | ФРГ                                            | 1:0                              | 1                                | Товарищеский матч                |
| 6                                | 10 апреля 1978                   | Джидда                           | Аль-Ахли (Джидда)                              | 6:1                              | 2                                | Товарищеский матч                |
| 7                                | 10 апреля 1978                   | Милан                            | Интер Милан                                    | 2:0                              | 1                                | Товарищеский матч                |
| 8                                | 19 апреля 1978                   | Лондон                           | Англия                                         | 1:1                              | −                                | Товарищеский матч                |
| 9                                | 21 апреля 1978                   | Мадрид                           | Атлетико Мадрид                                | 3:0                              | 1                                | Товарищеский матч                |
| 10                               | 1 мая 1978                       | Рио-де-Жанейро                   | Перу                                           | 3:0                              | −                                | Товарищеский матч                |
| 11                               | 13 мая 1978                      | Ресифи                           | Сборная штата Пернамбуку                       | 0:0                              | −                                | Товарищеский матч                |
| 12                               | 15 июня 1980                     | Рио-де-Жанейро                   | СССР                                           | 1:2                              | 1                                | Товарищеский матч                |
| 13                               | 24 июня 1980                     | Белу-Оризонти                    | Чили                                           | 2:1                              | −                                | Товарищеский матч                |

## Достижения

### Командные
- Чемпион штата Пернамбуку: 1976, 1978, 1985
- Победитель турнира начала чемпионата Пернамбуку: 1976
- Чемпион Бразилии: 1980, 1982
- Обладатель Кубка Гуанабара: 1980, 1981, 1982, 1984
- Чемпион штата Рио-де-Жанейро: 1981, 1986
- Обладатель Кубка Либертадорес: 1981
- Обладатель Межконтинентального кубка: 1981
- Чемпион штата Минас-Жерайс: 1986
- Обладатель Кубка Минас-Жерайс: 1986

### Личные
- Лучший бомбардир чемпионата штата Сержипи: 1974 (17 голов)
- Лучший бомбардир чемпионата штата Пернамбуку: 1977 (23 гола)
- Лучший бомбардир чемпионата Бразилии: 1981 (16 голов)
- Лучший бомбардир Межконтинентального кубка: 1981 (2 гола)
- Лучший бомбардир чемпионата штата Минас-Жерайс: 1986 (26 голов)